# Galeras
För andra betydelser, se Galeras (olika betydelser).
Galeras (Urcunina av urbefolkningen) är en komplex vulkan i Colombia, nära staden Pasto. Toppen ligger 4 276 m över havet. Den har haft återkommande utbrott sedan den spanska erövringen av landet, och 1993 omkom nio personer i ett utbrott, inklusive fem vetenskapsmän som var i kratern för att samla in prov av gaser.

## Geografi & Geologi

### Lokalisering
Galeras-vulkanen ligger i Colombias sydliga gränsområde mot Ecuador.
Toppen av vulkanen reser sig 150 m över botten på den 80 m djupa och 320 m breda kalderan, som är öppen mot väster. Den aktiva kratern ligger omkring 6 km väster om Pasto, en stad med omkring 300.000 invånare. Det finns också tre mindre kratrar i kalderan. Vid foten av vulkanen är diametern 20 kilometer.

## Vulkanism

### Uppkomst
Galeras har varit en aktiv vulkan i minst en miljon år. Två större kaldera-formande utbrott har inträffat, det första för cirka 560 000 år sedan i ett utbrott som spred cirka 15 km³ material, och det andra för mellan 40 000 och 150 000 år sedan, i ett mindre, men likväl stort utbrott med cirka 2 km³ med material. Som en följd av detta utbrott kollapsade delar av kaldera-väggen, troligen på grund av instabiliteter orsakade av hydrotermisk aktivitet, och senare utbrott har byggt upp en mindre topp inne i den nu hästskoformade kalderan.

### Historiska utbrott
Det har varit minst sex större utbrott de senaste 5000 åren, det senaste 1886. Det har också varit minst 20 mindre till medelstora utbrott sedan 1500-talet. På grund av vulkanens våldsamma historia och närheten till 450.000 människor i Pasto, blev Galeras utvald till en «Decade Volcano» (engelska för Decennievulkan) 1991. Detta gör den till föremål för detaljerade studier som en del av FN:s «International Decade for Natural Disaster Reduction» (internationella decennium för reducering av naturkatastrofer).

### Utbrottet 1993
Galeras blev aktiv 1988 efter 10 lugna år. Vulkanen fick ett ytterligare utbrott år 1993, medan som flera vulkanologer var inne i kratern och utförde mätningar i samband med att vulkanen var utvald som «Decade Volcano». Sex dog, tillsammans med tre turister som befann sig på kraterkanten. Det har varit en kontrovers runt händelsen, med olika synpunkter presenterade i olika böcker. Det har hävdats att ledaren för gruppen, Stanley Williams, ignorerade grundläggande säkerhetsprocedurer, och seismiska evidens som visade att ett utbrott var nära förestående, och därmed utsatte sig själv och andra för onödig fara. En förutsägelse gjordes tre dagar före utbrottet, baserad på B-vågs-aktivitet som iakttagits på en seismograf. Seismiska B-vågor har med framgång använts tidigare för att förutsäga utbrott av andra vulkaner. Men Williams valde att göra riskanalys med sina egna tekniker, som indikerade låg sannolikhet för ett utbrott.

## Externa länkar

Några vulkaner i Colombia; Galeras är den södraste av de markerade.